# 1999 CB119
1999 CB119 est un objet transneptunien faisant partie des cubewanos. 

## Caractéristiques
1999 CB119 mesure environ 175 km de diamètre.